# Lori Chavez-DeRemer
Lori Michelle Chavez-DeRemer, née le 7 avril 1968 à Santa Clara (Californie), est une femme politique américaine de l'Oregon,. En tant que membre du Parti républicain, elle représente le 5e district de l'Oregon à la Chambre des représentants des États-Unis. Elle est la première femme républicaine à représenter l'Oregon à la Chambre.

## Biographie

### Études
Lori Chavez-DeRemer est diplômée de la Hanford High School du comté de Kings, en Californie. Elle obtient un BBA en administration et gestion des affaires de l'université d'État de Californie à Fresno.

### Début de carrière politique
Lori Chavez-DeRemer est élue au conseil municipal de Happy Valley, Oregon, en 2004. Elle est élue maire en 2010 et réélue en 2014, poste qu'elle conserve jusqu'en 2018.
En 2016, après que la présidente sortante Shemia Fagan (en) a choisi de ne pas se faire réélire à son siège dans le 51e district pour la Chambre des représentants de l'Oregon, Lori Chavez-DeRemer se présente comme républicaine et remporte la primaire sans opposition. Elle perd par 564 voix face à la démocrate Janelle Bynum lors des élections générales de novembre, dans ce qui est la course à la Chambre des représentants la plus chère de l'Oregon en 2016,.
En juin 2017, Lori Chavez-DeRemer forme un comité d'action politique pour explorer une candidature au poste de gouverneure en 2018. En octobre 2017, elle annonce dans une vidéo YouTube qu'elle ne se présentera pas au poste de gouverneure ; Knute Buehler est finalement le candidat républicain à ce scrutin,.
En mars 2018, Lori Chavez-DeRemer annonce son intention de se présenter à nouveau pour le 51e district. Elle est sans opposition à la primaire républicaine mais perd de nouveau contre Bynum, par 2 223 voix,.

### Chambre des représentants des États-Unis
Lori Chavez-DeRemer remporte la primaire républicaine de mai 2022 pour le 5e district de l'Oregon. Le district, qui a été représenté pendant sept mandats par le démocrate modéré Kurt Schrader, est considérablement modifié lors du redécoupage après que l'Oregon ait obtenu un siège supplémentaire à la Chambre. Il perd sa part de la côte Pacifique et la capitale de l'État, Salem, mais s'étend plus au sud pour gagner Bend, une région à croissance rapide. Schrader perd la primaire démocrate face à Jamie McLeod-Skinner. Chavez-DeRemer bat McLeod-Skinner aux élections générales du 8 novembre. Chavez-DeRemer et McLeod-Skinner vivent juste à l'extérieur du district au moment de l'élection. En vertu de la Constitution américaine, les membres de la Chambre des représentants des États-Unis doivent être des résidents de leur État, mais ne sont pas obligés de vivre dans leur district.
Elle vote pour fournir un soutien à Israël après l’attaque du Hamas en 2023,.
Au début du mandat du président Joe Biden, elle fait partie des rares élus du Parti républicain à la Chambre des représentants à soutenir une extension des droits des salariés, projet toutefois bloqué au Sénat.
Candidate à sa réélection pour un second mandat lors des élections de 2024, elle est battue par Janelle Bynum, élue démocrate à la Chambre des représentants de l'Oregon.

### Administration Trump
Le 22 novembre 2024, le président-élu Donald Trump annonce son intention de la nommer au poste de secrétaire au Travail des États-Unis dans sa seconde administration. Républicaine progressiste, elle est soutenue par plusieurs syndicats.

### Vie privée
Lori Chavez-DeRemer est mariée à Shawn DeRemer, anesthésiste. Le couple vit à Happy Valley et a deux enfants.
Elle est catholique romaine.